# Bernat Pelegrí
Bernat Pelegrí fou bisbe de Barcelona entre els anys 1288 i 1300.
Frare franciscà, va ser designat bisbe per a succeir a Arnau de Gurb, pel papa Nicolau IV, a la butlla del 4 de juny de 1288.
Sota el seu mandat va tenir lloc l'inici de la catedral gòtica de Barcelona. Juntament amb el rei Jaume II, abans del seu viatge a Sicília per la campanya per a la possessió de l'illa, van col·locar la primera pedra de la nova catedral l'any 1298, segons consta a unes làpides col·locades al portal de Sant Iu de la catedral.